# Morris Swadesh
 (juillet 2025).
Morris Swadesh, né le 22 janvier 1909 et mort le 20 juin 1967, est un linguiste et anthropologue américain, connu en particulier pour l’élaboration de la liste Swadesh et son application pour mesurer le degré de parenté entre les langues. 

## Biographie
Morris Swadesh est né à Holyoke (Massachusetts), dans une famille de Juifs originaires de Russie. Sa langue maternelle était le yiddish, mais il parlait aussi l'anglais et le russe dès son enfance.
Il commence ses études supérieures à l'université de Chicago, où il apprend l'allemand et le français, et il les poursuit à l'université Yale de New Haven (Connecticut), où il est un disciple d'Edward Sapir. Il soutient sa thèse en 1933, sur le nootka, une langue amérindienne de la Colombie-Britannique, au Canada.
Entre 1933 et 1937, il est maître assistant à l’université du Wisconsin à Madison. Entre 1937 et 1939, il vit à Mexico, où il est directeur du Conseil des langues indigènes et professeur à l'Institut polytechnique national et à l'École d'anthropologie.
De 1939 à 1941, il travaillae en tant que linguiste pour le département de la Défense des États-Unis.
En 1948, il devient professeur associé à l’université de la ville de New York, mais en mai 1949, lors de la réaction anticommuniste, au début de la guerre froide, il est licencié et on lui retire son passeport, à cause de ses idées et activités politiques de gauche.
Il est bibliothécaire à la Société philosophique américaine de Philadelphie jusqu’en 1953, puis travaille alors à son propre compte jusqu'en 1956, quand il revient à Mexico. Là, il est, jusqu'à sa mort, professeur à l'Institut d’histoire et à l'École nationale d'anthropologie et d'histoire.

## Activités
Swadesh s'occupa beaucoup des langues amérindiennes du Canada, des États-Unis et du Mexique, en recueillant des données sur une vingtaine de ces langues. Dans les années 1930, il étudia surtout le chitimacha. Ses notes et publications restent la source principale de renseignements sur cette langue, n’existant plus au XXIe siècle.
Au Mexique, il élabora des outils pédagogiques destinés à l’alphabétisation des Amérindiens dans leurs langues maternelles.
Au cours de la Seconde Guerre mondiale, il travailla pour l'armée américaine en ramassant des données sur le birman, le chinois, le russe et l’espagnol, et en élaborant des outils pour leur enseignement.
Swadesh contribua beaucoup à la phonologie en développant une série de principes destinés à définir les phonèmes d’une langue à partir de la distribution des sons. Par exemple, en anglais, le son p est différent dans les mots pit « trou », upper « d'en haut » et spill « répandre ». La prononciation d'un son étant dépendante de sa position dans le mot, Swadesh remarqua que ces variantes de son positionnelles sont « distribuées de façon complémentaire », et elles doivent être considérées comme des cas d'un même type de son ou phonème. L'analyse distributionnelle est devenue un procédé général d'étude des éléments de base de la structure des langues et est encore une partie intégrante de la méthodologie linguistique.
Swadesh fut un pionnier de la lexicostatistique. Il est surtout connu pour l’élaboration de la liste Swadesh et son application pour mesurer le degré de parenté entre les langues.
Il fut aussi un pionnier de la glottochronologie, une technique pour estimer le temps de divergence entre deux langues apparentées, toujours à partir de la liste Swadesh.
Les méthodes lexicostatistiques et glottochronologiques de Swadesh ont toujours été fortement contestées, mais sa liste reste utile en linguistique comparée, pour l'étude initiale des langues ou dans l'absence de données complètes sur les langues.

## Publications importantes
- « The Phonemic Principle » [« Le principe phonémique »], Language, vol. 10, n° 2, 1934, p. 117-129
- « A Method for Phonetic Accuracy and Speed » [« Une méthode pour la précision et la rapidité phonétiques »], American Anthropologist, vol. 39, n° 4, 1937, p. 728-732
- « Linguistics as an Instrument of Prehistory » [« La linguistique en tant qu’instrument de la préhistoire »], Southwestern Journal of Anthropology, vol. 15, n° 1, 1959, p. 20-35
- The Origin and Diversification of Language [« Origine et diversification de la langue »], édition posthume de Joel Sherzer, Chicago, Aldine, 1971,  (ISBN 0-202-01001-5)

## Source
- (en) Strazny, Philipp, « Morris Swadesh: critical essay » [« Morris Swadesh: essai critique »], Strazny, Philipp (dir.), The Encyclopedia of Linguistics [« Encyclopédie de la linguistique »], New York, Fitzroy Dearborn, 2005 (consulté le 20 juin 2017)